# Analysis fidei
Die Analysis fidei (lateinisch „Glaubensuntersuchung“) ist eine im Umfeld der Barockscholastik entstandene Frage nach dem letzten Gewissheitsgrund des römisch-katholischen Glaubens. Das zentrale Problem  ist die Klärung der Verhältnisse zwischen der certitudo super omnia, der über alles hinausgehenden Gewissheit des Glaubensgegenstandes, und der subjektiven Aneignung des Glaubensinhalts (fides quae), in einem vor dem Forum der autonomen Vernunft verantworteten Vollzug (fides qua).

## Geschichte
Die Analysis fidei ist die theologische Antwort auf die Herausforderungen der Neuzeit (analysis scientia). Für die katholische Theologie des 16. Jahrhunderts bestand das Problem, die Gründe für die Wahrheit des katholischen Glaubens benennen zu müssen. Sie reagierte damit auf die Herausforderung durch die Reformation. Mit einem Mal gab es in Europa konkurrierende Kirchen und somit konkurrierende Wahrheitsansprüche, die das katholische Lehramt nicht mehr mit seiner Autorität entscheiden konnte. Nur mit Mitteln der Vernunft sollte deshalb die Wahrheit (Gewissheit) des katholischen Glaubens aufgezeigt werden (siehe auch Rationalismus).
Der Begriff Analysis fidei taucht erstmals bei Gregor von Valentia auf († 1603). Francisco Suárez und Juan de Lugo fügten bedeutende Beiträge hinzu. John Henry Newman (1801–1890) und Pierre Rousselot (1878–1915) konnten durch ihre Arbeiten die Aporien des Gnadenstreites überwinden. Die Entwürfe des 19. Jahrhunderts blieben richtungsweisend in ihrem Ansatz, jedoch ihre Lösungsvorschläge überzeugten im Allgemeinen nicht. Alle Theorien nahmen in einem Teilbereich des Übernatürlichen ihre Zuflucht zur Vernunft. Dabei ersetze die Gnade, was der Vernunft an Einsicht fehle. Das eindrucksvolle Problemniveau der Analysis fidei (nach einem bekannten Diktum von Joseph Kleutgen eine „Folter der Gottesgelehrten“) wurde dadurch unterlaufen.
Erst mit Beginn des 20. Jahrhunderts und in Auseinandersetzung mit neuen philosophischen Strömungen gelangen Neuaufbrüche. Pierre Rousselot schlug ein lumen fidei vor und griff damit auf ältere Lösungsvorschläge zurück. Er ging aber über diese hinaus, indem er die Glaubwürdigkeitserkenntnis und die Glaubensgewissheit miteinander identifizierte. Neuere Arbeiten über die Analysis fidei, beispielsweise von Achim Schütz und Markus Tomberg, versuchen die Selbstreflexion der Freiheit für die Glaubenstheologie auszuwerten.
Die moderne analytische Philosophie und Theologie behandelt das Problem unter dem Titel properly basic beliefs (Alvin Plantinga).